# Arepa 3000: a Venezuelan journey into space
Arepa 3000: a Venezuelan journey into space es el tercer álbum de la banda venezolana Los amigos invisibles, fue lanzado al mercado en el 2000. De este disco se eligieron los temas Qué Rico, Cuchi-Cuchi y Si Estuvieras Aquí para la realización de videoclips. 

## Pistas
1. «Intro»
2. «Arepa 3000»
3. «La vecina»
4. «Qué rico»
5. «Cuchi cuchi»
6. «Si estuvieras aquí»
7. «Masturbation session»
8. «Mami te extraño»
9. «Mujer policía»
10. «No le metas mano»
11. «Amor»
12. «Pipí»
13. «El barro»
14. «Domingo echao»
15. «Piazo e' perra»
16. «El baile del sobón»
17. «Fonnovo»
18. «Caliente»
19. «Llegaste tarde»

(P) y (C) 2000 por Luaka Bop (Estados Unidos).
(P) y (C) 2000 por Latin World Music (Venezuela).

### Autores
- José Luis Pardo: Pistas 1, 2, 10 y 12.
- Mauricio Arcas: Pista 13.
- José Luis Pardo y Mauricio Arcas: Pistas 3-6, 8, 9, 14, 16 y 18.
- Julio Briceño y José Luis Pardo: Pista 7.
- Jorge Spiteri y Steve Alpert: Pista 11.
- Mauricio Arcas, Julio Briceño y José Luis Pardo: Pistas 15, 17 y 19.

## Créditos

### Artistas principales
- Julio Briceño: Voz solista y percusión menor.

- Armando Figueredo: Teclados y coros.

- José Luis Pardo: Guitarra.

- José Rafael Torres: Bajo.

- Juan Manuel Roura: Batería y coros.

- Mauricio Arcas: Percusión, voz solista y coros.

### Artistas invitados
- Martika: Voz solista (Pista 6)

- Gillian Caballero; Voz solista (Pista 9)

- Ryan Downe: Guitarra Slide (Pista 6)

### Personal técnico y de producción
- Phillip Steir: Producción

- David Byrne y Yale Evelev: Producción ejecutiva.

- Jason Carmer: Ingeniero de grabación y mezclas (Pistas 4, 6, 8, 9, 14, 16 y 19).

- Tone: Asistente de grabación.

- Johaness Luley y Ryan Downe: Ingenieros de grabación (doblajes).

- Erik Aldrey: Ingeniero de grabación (interludios) y mezclas (Pistas 10 y 12)

- Mike Creswell: Mezclas (Pistas 2, 3 y 5).

- Rob Seifert: Mezclas (Pistas 7, 11, 17 y 18).

- Julio D'Escriván y Alesssio Mini: Ingenieros de edición.

- Datos: Q4789059